# Norsk Rikskringkasting
La Companyia Noruega de Radiodifusió (en noruec: Norsk Rikskringkasting AS), usualment coneguda com la NRK, és la companyia estatal noruega de radiodifusió, així com l'organització de mitjans de comunicació més gran del país. És membre fundador de la Unió Europea de Radiodifusió.

## Finançament
Es finança mitjançant un impost sobre la tinença d'una televisió (el 94% dels noruecs) i diverses activitats comercials, com ara vendes de programes i DVD, formats de televisió i certs tipus d'esponsorització.

## Història
Les emissions regulars de ràdio s'inicien a Noruega el 1924 amb la companyia privada Kringkastningselskapet, predecessora de la NRK, fundada el 1933. Basada en un model similar a la BBC i localitzada a Oslo, va reemplaçar les estacions de ràdio privades de les ciutats. En principi va provar de donar cobertura a tot el país, i va tindre el monopoli de la difusió a Noruega fins que aquest va ser dissolt gradualment a partir de 1975.

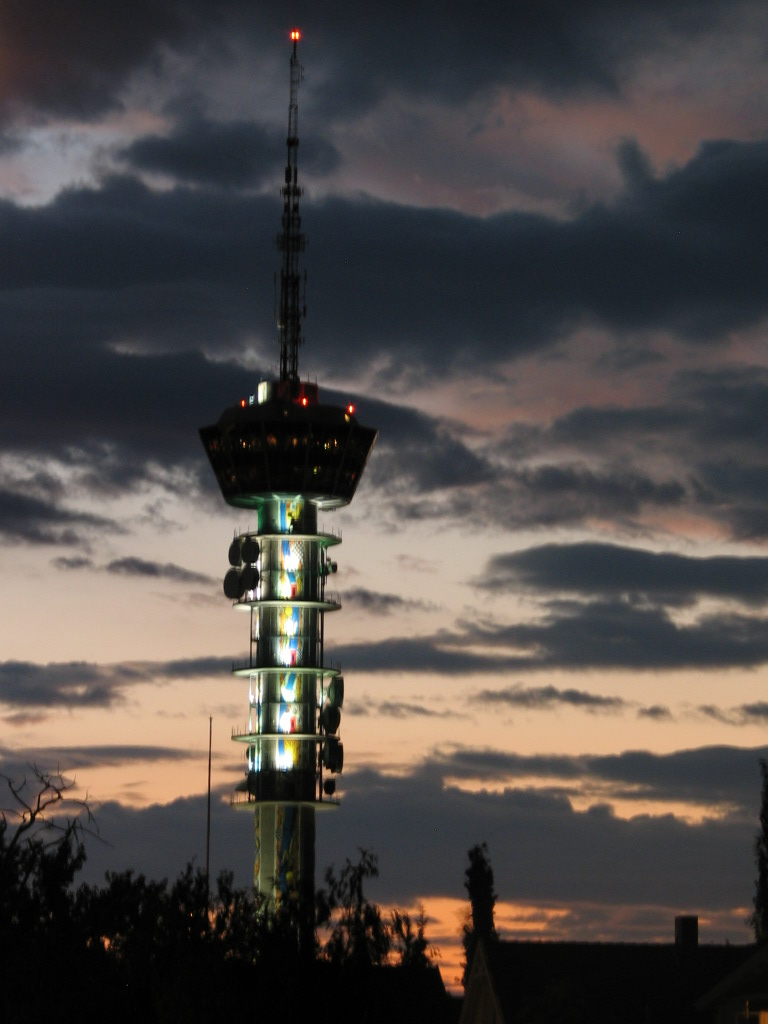
Torre de televisió de NRK a Trondheim

Durant la Segona Guerra Mundial i l'ocupació alemanya, els transmisors noruecs van ser usats per retransmetre propaganda alemanya al nord d'Europa, particularment Escòcia, la meitat nord d'Irlanda i Escandinàvia. Fins a l'ocupació, la NRK s'havia finançat en part amb anuncis a la ràdio.
Va ser una de les 23 organitzacions de radiodifusió que van formar la Unió Europea de Radiodifusió el 1950. El 1954 es van iniciar les emissions de televisió, amb retransmissions regulars en 1960.
La NRK va ser la darrera de les grans corporacions públiques europees de radiodifusió en introduir un segon canal de ràdio, que oficialment va iniciar-se el 1984. El 1993 va llançar el tercer canal, P3, orientat al públic juvenil, i dos anys després, Alltid Klassisk, emissora de música clàssica, va ser la primera del seu tipus en emprar la radiodifusió digital DAB. L'emissora de notícies 24 hores, Alltid Nyheter, va aparèixer el 1997, seguida d'un canal per a adolescents, mP3, sorgit l'any 2000.
Quant a televisió, en 1996 llança el segon canal, l'NRK2, amb la qual cosa el canal original es reanomena com NRK1. El 2007, llença el tercer canal, NRK3 i dirigit al públic juvenil. Posteriorment, comparteix canal amb NRK Super, dirigit als infants: NRK3 ocupa del vespre fins a la matinada i NRK Super la resta del dia.
El 2004, es llença NRK Alltid folkemusikk, dedicada a la música tradicional i emesa en DAB i Internet.
Les transmissions internacionals de la NRK, anomenades Utenlandssendingen, inicien les seues emissions en ona curta el 1948. En principi difonen en noruec i després s'afegeixen programes en anglès. El servei va ser finalitzat el 2002 i dos anys després, la NRK deixa d'emetre en ona curta. El transmissor en ona mitjana (1314 kHz) a Kvitsøy era usada per a la transmissió internacional d'una mescla de programes dels canals de ràdio P1 i P2, denominada Europakanalen, que va durar fins a juliol de 2006.

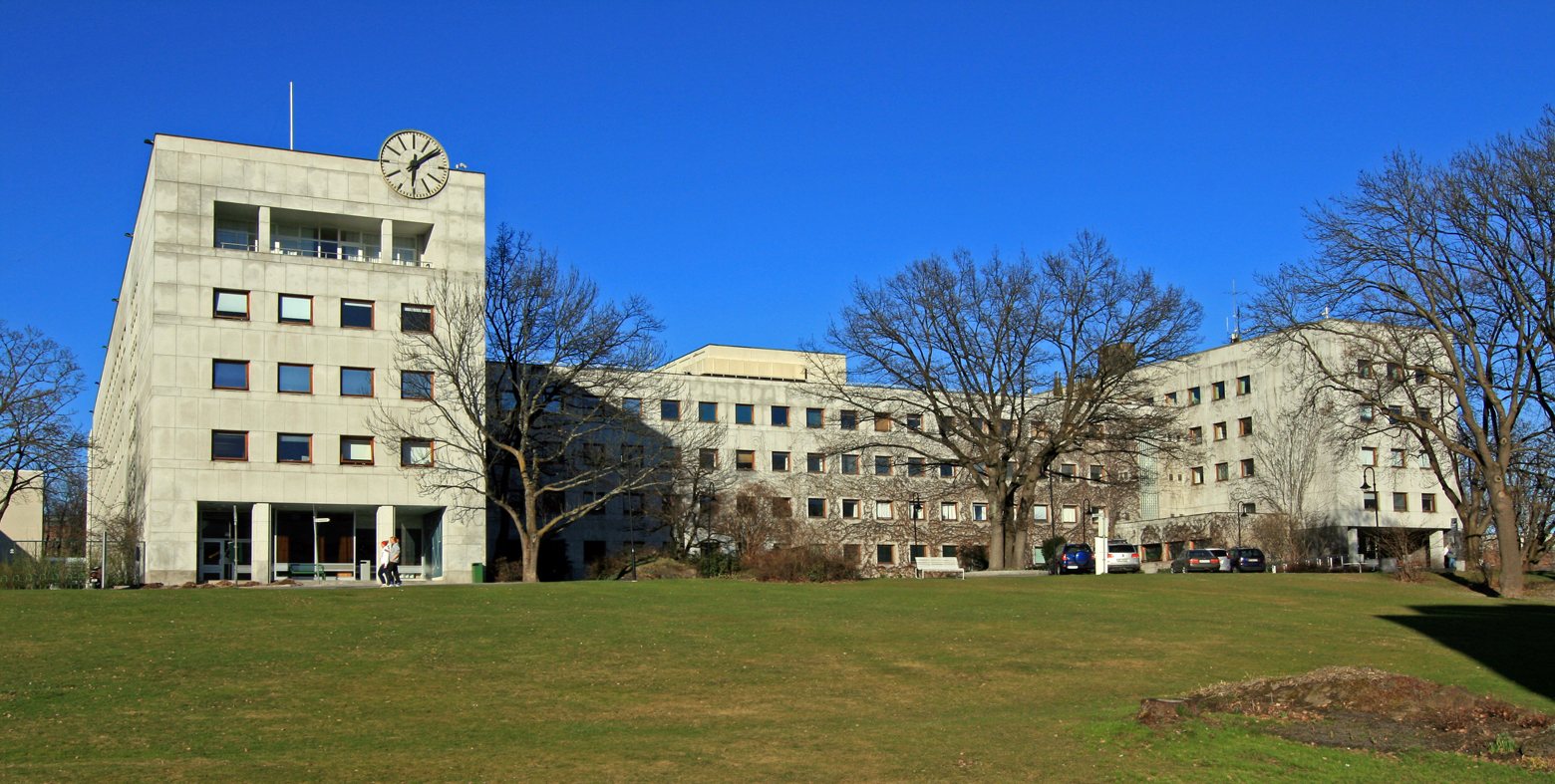
La Casa de la Radiodifusió, seu de l'NRK a Marienlyst, Oslo

Tots els canals de ràdio són disponibles a Internet, així com un bon grapat dels programes de televisió. Un d'ells, el Lørdagsbarnetimen (L'Hora dels xiquets del dissabte) és el programa de ràdio en actiu més veterà, atès que va començar a emetre's el 20 de desembre de 1924.
L'NRK manté una forta posició en audiència, tot i la competència privada. Té 12 oficines regionals al llarg del país, i cadascuna té les seues pròpies radiodifusions en ràdio i televisió, i contribueixen a cobrir el seu territori dins els programes informatius nacionals. Les centrals de l'NRK estan situades a Oslo i Trondheim.

### Organització
Consta de tres divisions de producció, que atenen més a raons geogràfiques que funcionals. Són:
- Marienlyst cobreix Oslo
- Distrikt coordina les oficines regionals i té la seu a Trondheim
- Sami, produeix els programes Sámi a Karasjok

Des del 19 de març de 2007, Hans-Tore Bjerkaas és el Director General de l'NRK. Abans havien ocupat eixe càrrec Olav Midttun (1934-1947, excepte l'ocupació nazi), Kaare Fostervoll (1948-1962), Hans Jacob Ustvedt (1962-1971), Torolf Elster (1972-1981), Bjartmar Gjerde (1981-1988), Einar Førde (1989-2001) i John G. Bernander (2001-2007).
El 2006 comptava entre 3000 i 3500 treballadors.

## Programes de televisió notables
- Dagsrevyen
- Nytt på nytt
- Melodi Grand Prix (Fa la selecció de Noruega a Eurovisió)

## Canals

### Ràdio
| - NRK P1 - NRK P2 - NRK P3 - NRK mP3 a, b - NRK Klassisk a, b - NRK Alltid nyheter a, b - NRK Folkemusikk b | - NRK Jazz b - NRK Stortinget b - NRK Sport b - NRK Super b - NRK Gull b - NRK Båtvær d - NRK Sámi Radio a, b, c | - NRK P1 Oslofjord b - NRK 5.1 e - NRK P3 Urørt e |

| a Disponible en FM només en alguns llocs del paísAvailable on FM in only some parts of the country b DAB, DVB-T i internet radio | c En cooperació amb la sueca SVT i la finesa YLE, d DAB only e Només Internet radio |

### Televisió
- NRK1
- NRK1 HD
- NRK2
- NRK3
- NRK Super

## Alta Definició
La primera sèrie noruega filmada en Alta Definició (HD) va ser "En Udødelig Mann" (Un home immortal) sobre un jove Henrik Ibsen.
NRK empra l'H.264 com a còdec de compressió per la xarxa de televisió terrestre. També ha començat a oferir continguts HD mitjançant BitTorrent. Amb motiu dels Jocs Olímpics de Vancouver 2010, es va llançar el primer canal en HD, NRK1 HD, que emet amb alta definició els continguts del canal principal.